# Košíky
Košíky település Csehországban, a Uherské Hradiště-i járásban. Košíky Lubná, Kostelany, Jankovice, Kudlovice és Halenkovice településekkel határos. Lakosainak száma 417 fő (2024. január 1.).

## Népesség
A település lakosságának változását az alábbi diagram mutatja:
| Lakosok száma | 591  | 708  | 697  | 664  | 507  | 402  | 388  | 404  | 411  | 417  |
|               | 1869 | 1900 | 1921 | 1961 | 1980 | 2011 | 2016 | 2019 | 2021 | 2024 |